# Bornes de Aguiar
Pour les articles homonymes, voir Bornes.
Bornes de Aguiar est une freguesia portugaise de la municipalité de Vila Pouca de Aguiar. Avec une superficie de 41,30 km2 et une population de 1 933 habitants (census 2021), la paroisse possède une densité de 49,8 hab/km2. Elle est située à Serra da Padrela à 7 km à nord-est de la municipalité.
Village limitrophes : Lagoa, Lagobom, Pedras Salgadas (obtient statut de ville le 30 juin 1999), Rebordochão, Tinhela de Cima, Tinhela de Baixo, Valugas et Vila Meã.

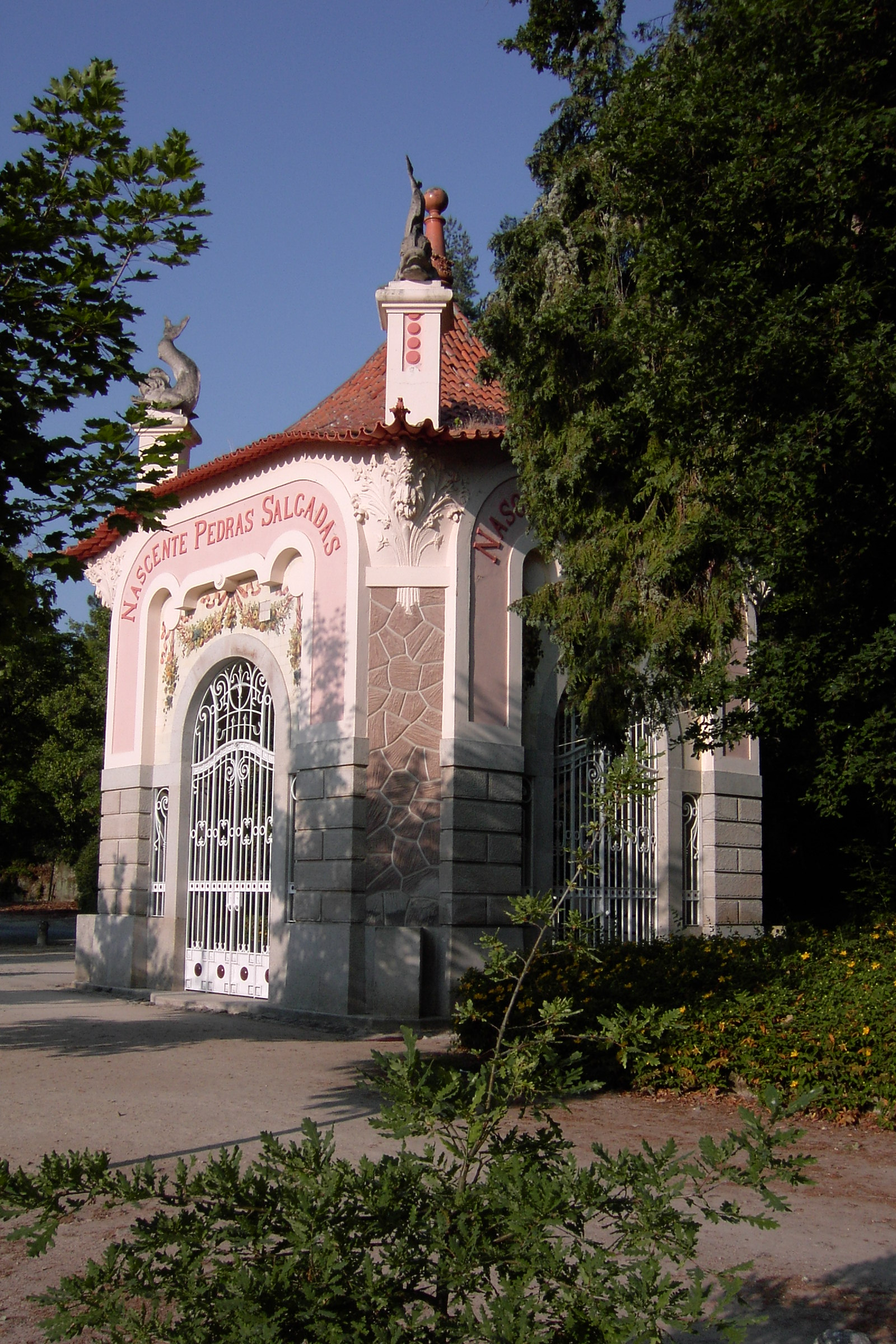
Termes de Pedras Salgadas

L'eau des termes de Pedras Salgadas (eau gazeuse) est exportée dans plusieurs parties du monde.